# 1989 en Grèce
Chronologie de la Grèce
- 1985
- 1986
- 1987
- 1988
- 1989
- 1990
- 1991
- 1992
- 1993

Cette page concerne les évènements survenus en 1989 en Grèce  :

## Évènements
- 15 juin : Élections européennes
- 18 juin : Élections législatives
- 2 juillet : Gouvernement Tzannetákis
- 3 août : Le vol Olympic Aviation 545 s'écrase sur le mont Kerkis (en) à Samos (bilan : 34 morts).
- 26 septembre : Assassinat du député Pávlos Bakoyánnis, à Athènes, par l'Organisation révolutionnaire du 17-Novembre.
- 12 octobre : Gouvernement Grívas
- 5 novembre : Élections législatives
- 23 novembre : Gouvernement Zolótas
- Classement des sites archéologiques d'Olympie et de Mistra au patrimoine mondial de l'Unesco.

## Cinéma - Sortie de film
- 2-8 octobre : Festival du cinéma grec

## Sport
- 29 mai-3 juin : Championnats d'Europe de boxe amateur à Athènes.
- 21-30 août : Championnat du monde masculin de volley-ball des moins de 21 ans
- 11-17 septembre :  Tournoi de tennis d'Athènes
- Coupe de Grèce de football (1988-1989) (en)
- Coupe de Grèce de football (1989-1990) (en)
- Championnat de Grèce de football 1988-1989
- Championnat de Grèce de football 1989-1990
- Création de la coupe de la Ligue grecque de football et de la Fédération hellénique de karaté (en).
- Création de clubs : Club de hockey sur glace Aris Thessalonique (en), KAO Dramas (basket-ball),

## Création
- Barrage Stratos (en) sur le fleuve Achéloos.
- Campus d'Athènes de l'université d'Indianapolis (en)
- Centre culturel de la Banque nationale de Grèce à Thessalonique (en)
- Conseil national grec pour la radio et la télévision (en)
- Écologistes alternatifs (en)
- Institut norvégien d'Athènes
- Nouveau courant de gauche (en)
- Photographos (en), magazine.
- Unions populaires des groupes sociaux bipartisans (en)
- Chaînes de télévision : ANT1, Mega Channel, Patra TV (en), Thessalian Radio Television (en).

## Naissance
- Andréas Frágkos, joueur de volley-ball.
- Ioánnis Papadópoulos, footballeur.
- Paraskeví Papahrístou, athlète (triple saut).
- Geórgios Tzános, karatéka.
- Polychrónis Tzortzákis, cycliste.
- Christína Yazitzídou, rameuse.

## Décès
- Leonídas Lagákos, député au Parlement grec et député européen.
- Konstantínos Papakonstantínou, juriste et ministre.
- Yannis Tsarouchis, peintre.